# هيكتور ريفيرا بيريز
هيكتور ريفيرا بيريز (بالإنجليزية: Héctor Rivera Pérez)‏‏ (15 مايو 1933 - 9 أبريل 2019 م) كاهن كاثوليكي، وأسقف مساعد من بورتوريكو.